# La donna invisibile
Pour plus de détails, voir Fiche technique et Distribution.
La donna invisibile est un film italien réalisé par Paolo Spinola et sorti en 1969 d'après une nouvelle d'Alberto Moravia, qui sera publiée l'année suivante dans le recueil Il paradiso. La musique d' Ennio Morricone a été l'objet de nombreuses rééditions. Le film n'a pas fait l'objet d'une réédition en DVD ou en VOD.

## Synopsis
Dans un contexte post-soixante-huitard et petit-bourgeois, Laura et son mari Andrea, professeur d' université, assistent tous deux à la désagrégation de leur union. Mais tandis qu’Andrea fait preuve de cynisme, Laura découvre qu'elle est en train de disparaitre littéralement, et physiquement, dans son couple. Delphine, qui vit avec eux, joue un rôle ambigu dans cette lente mais inévitable disparition qui trouvera son dénouement lors d'une partie de chasse.

## Fiche technique
Sauf indication contraire, les informations mentionnées dans cette section peuvent être confirmées par la base de données cinématographiques IMDb,  présente dans la section « Liens externes ».
- Titre original : La donna invisibile[4] (litt. « La Femme invisible »)
- Réalisateur : Paolo Spinola
- Scénario : Paolo Spinola, Dacia Maraini, Ottavio Jemma (it) d'après Alberto Moravia
- Photographie : Silvano Ippoliti (it)
- Montage : Sergio Montanari
- Musique : Ennio Morricone
- Production : Silvio Clementelli (it)
- Sociétés de production : Clesi Cinematografica (it), San Marco
- Pays de production :  Italie
- Langue originale : italien
- Format : Couleurs par Eastmancolor - 1,85:1 - Son mono - 35 mm
- Durée : 91 minutes (1 h 31)
- Genre : Drame
- Dates de sortie :
  - Italie : 26 juillet 1969 (festival de Taormina) ; 4 septembre 1969

## Distribution
- Giovanna Ralli : Laura
- Silvano Tranquilli : Andrea
- Carla Gravina : Delfina
- Gigi Rizzi (it) : Carlo
- Elena Persiani : Tania
- Gino Cassani : La mari de Tania
- Anita Sanders : Anita
- Franca Sciutto : Crocetta
- Raúl Martinez : Osvaldo